# Антон Митров
 Тази статия е за българския духовник и юрист.  За българския спортист вижте Антон Митров (спортист).  
Антон Митров или Хаджимитрев (изписване до 1945 година: Антонъ хаджи Митревъ, Митровъ) е български духовник и юрист.

## Биография
Роден е в град Прилеп, тогава в Османската империя. Учи в Софийската мъжка гимназия, а след това заминава за Москва, където завършва Духовната семинария. Завръща се в Свободна България и се установява в Пловдив. Там става прокурор в Пловдивския съд и става виден пловдивски юрист.